# (7096) Napier
Pour les articles homonymes, voir Napier.
(7096) Napier est un astéroïde de la ceinture principale, également aréocroiseur.

## Description
(7096) Napier est un astéroïde de la ceinture principale. Il fut découvert par Robert H. McNaught le 3 novembre 1992 à Siding Spring. Il présente une orbite caractérisée par un demi-grand axe de 2,77 UA, une excentricité de 0,504 et une inclinaison de 11,22° par rapport à l'écliptique.
Il fut nommé en hommage à l'astronome écossais né en 1940, William (Bill) M. Napier.

## Compléments